# Eleanor J. Gibson
Eleanor Jack, llamada Eleanor Jack Gibson de casada, conocida como Eleanor J. Gibson (Peoria, Illinois, Estados Unidos, 7 de diciembre de 1910 – Columbia, Carolina del Sur, Estados Unidos, 30 de diciembre de 2002) fue una psicóloga estadounidense que se enfocó en el desarrollo de la lectura y el aprendizaje perceptivo en los bebés.

## Biografía
Eleanor Jack nació el 7 de diciembre de 1910 en Peoría, Illinois, Estados Unidos.
En 1932, contrajo matrimonio con el psicólogo James J. Gibson. Tuvieron dos hijos: James J. Gibson, junior, nacido en 1940 y su hija, Jean Gibson, nacida en1943.

## Trayectoria
En 1938, obtuvo su doctorado en psicología experimental en la Universidad de Yale.
Entre 1949 y 1979, trabajó en el Departamento de Psicología de la Universidad de Cornell. Comenzó su trabajo en la Universidad de Yale como investigadora en 1949. Sólo después de 23 años de trayectoria como investigadora, en 1966, la universidad la reconoció como profesora.
En 1972 fue nombrada Profesora de Psicología Susan Linn Sage, con lo cual se convirtió en la primera mujer en recibir un "endowed professorship" en Cornell. Éste constituye el premio académico más alto que la universidad puede otorgar a un miembro de la facultad.
Su mayor aporte a la psicología fueron sus investigaciones sobre el proceso de la percepción. Para Gibson una teoría del aprendizaje perceptivo debía responder estas preguntas: ¿qué se aprende? ¿cuál es la función de ese aprendizaje? ¿qué induce el aprendizaje? y ¿qué determina el final del proceso de aprendizaje?
Se focalizó en la investigación sobre el proceso de la percepción en bebés y niños pequeños. Con sus experimentos demostró que sí se pueden estudiar los fenómenos perceptuales en niños y animales. Ejemplo de ello es su experimento titulado el "abismo visual". En este experimento, realizado en el año 1960, Eleanor Gibson y Richard D. Walk demostraron la habilidad de los animales recién nacidos y bebés para percibir la profundidad. Para ello, diseñaron una caja especial dividida en dos partes, con una superficie de vidrio encima del piso de la caja, con un patrón de tablero de ajedrez impreso debajo. Un lado daba la impresión de ser plano y el otro lado simulaba un precipicio. Colocaban al bebé en la caja, colocaban algo atractivo para él, como un juguete. En algunas ocasiones la mamá lo llamaba desde el lado del precipicio y en otras desde el lado plano. Querían ver si el bebé prefería el lado plano o el lado con el precipicio. De acuerdo con los resultados del experimento, el 92 % de los bebés se negó a cruzar el precipicio, aun cuando sus mamás los estuvieran motivando a cruzar. Realizaron pruebas similares con crías de gallinas, corderos, ratas y gatos. Las crías de gallina y de cordero se comportaron de manera similar a los niños y no cruzaron el precipicio. Las ratas probaban la superficie con los bigotes y cruzaban el precipicio. Los gatos, cuando eran sometidos a oscuridad por 7 días, cruzaban y se caían, pero cuando estaban expuestos de nuevo a la luz no cruzaban.
En el año 1979 se jubiló pero continuó siendo una mujer activa.
En 1993 fue la responsable por la conferencia principal en la Convención Anual de la Sociedad Americana de Psicología.
Falleció el 30 de diciembre de 2002 en Columbia, Carolina del Sur a la edad de 92 años.

## Premios y reconocimientos
En 1992 fue elegida como miembro de la Academia Nacional de Ciencias.
En 1992 recibió de manos del Presidente George H. W. Bush la Medalla Nacional de Ciencia.

## Obras
En el año1969 escribió Principles of Perceptual Learning and Development. 
En el año 1978 escribió, conjuntamente con Harry T. Levin The Psychology of Reading 
En el año 1992 publicó el libro An Odyssey in Learning and Perception
En el año 2000 publicó el libro An Ecological Approach to Perceptual Learning, conjuntamente con Anne D. Pick
En el año 2001 publicó el libro Perceiving the Affordances. A Portrait of Two Psychologists